# Okileucauge nigricauda
Okileucauge nigricauda is een spinnensoort in de taxonomische indeling van de strekspinnen.
Het dier behoort tot het geslacht Okileucauge. De wetenschappelijke naam van de soort werd voor het eerst geldig gepubliceerd in 2003 door Zhu, Song & Zhang.